# Gerolamo Priuli

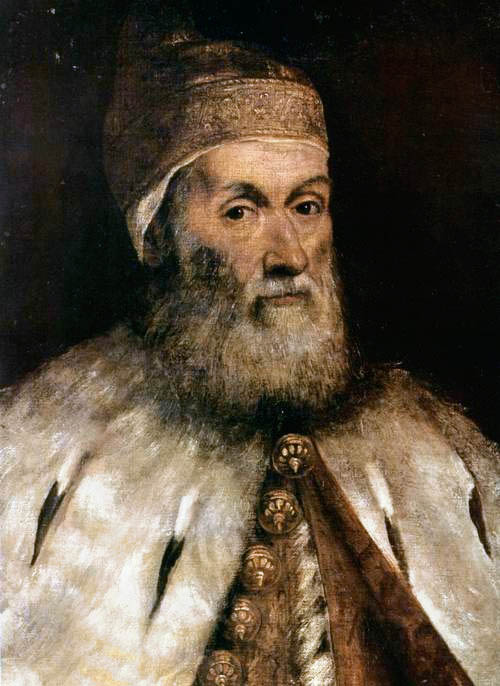
Jacopo Tintoretto: Porträt des Dogen, 1559/60, Institute of Arts, Detroit, bzw. Museum für westliche und östliche Kunst in Odessa

Gerolamo Priuli, auch Girolamo, zeitgenössisch auch Hironimo di Prioli oder 
Hieronymus Priolus (* 1486 in Venedig; † 4. November 1567 ebenda) war, folgt man der Zählweise der staatlich gesteuerten Geschichtsschreibung der Republik Venedig, ihr 83. Doge. Dieses höchste Amt Venedigs füllte er von seiner Wahl am 1. September 1559 bis zu seinem Tod mehr als acht Jahre aus.
Priuli, der im Handel mit Syrien, Zypern und Ägypten vermögend geworden war, ergriff erst spät die Möglichkeit einer politischen Karriere. Zugleich blieb er für den Rest seiner Tage, nämlich mehr als viereinhalb Jahrzehnte lang, in Venedig. Dabei stieg er über eine Reihe von Ämtern vor allem im Finanz- und Beaufsichtigungsbereich bis in den innersten Machtzirkel auf.
Nachdem sein Bruder Lorenzo zum Dogen gewählt worden war, erhielt er das Amt eines Prokuratoren von San Marco, des zweiten Amtes nach dem Dogen, und folgte ihm zwei Tage nach dessen Tod im Amt. Priuli war ein bedeutender Förderer der Jesuiten, erwarb sich aber auch Verdienste in der Armenfürsorge, die er mit seinen Geldmitteln förderte.

## Familie
Die Priuli gehörten zu den neuen Familien, die seit 1297 dem Adel angehörten. Sie waren Gewürz- und Getreidehändler, Landbesitzer und Pferdezüchter und gehörten zu den reichsten Familien der Republik. Sie stellten drei Dogen, neben Girolamo seinen jüngeren Bruder und Vorgänger im Dogenamt, Lorenzo Priuli, sowie den Dogen Antonio Priuli (1618–1623).
Gerolamo Priuli war der älteste von sechs Brüdern, die Chiara di Giacomo Lion zur Welt gebracht hatte, und deren Vater ihr Ehemann Alvise Priuli war. Dieser gehörte dem Familienzweig aus dem Sestiere Santa Sofia an und hatte sich als Senator, als Mitglied des Rates der Zehn, dann als Savio all'Esazione (Leiter der Steuerbehörde), schließlich als Rat des Dogen und Savio di Terraferma hervorgetan. Als Terraferma wurde das von Venedig in Besitz genommene oberitalienische Festland bezeichnet.

## Leben

### Händler im Nahen Osten
Seine Jugend verbrachte Girolamo als Händler, wobei er sich mindestens zwischen 1514 und 1518 in Syrien und in Ägypten aufhielt. So berichtet Marin Sanudo in seinen Diarien unter dem 15. September 1514, dass sich, während die Pest wütete, „Hironimo di Prioli“, von Zypern nach Beirut begeben habe. Am 21. Februar 1518 befand er sich in Alexandria, begab sich aber mit dem Konsul Nicolo Bragadin in die Hauptstadt Kairo, um Streitigkeiten zu schlichten, da ‚türkische‘ Händler auf venezianischen Schiffen geschädigt worden waren. Wohl im Gewürzhandel – Ägypten spielte hier eine zentrale Rolle als Drehscheibe – hatte sich Priuli ein Vermögen erworben. Die Selbsterklärung zur Decima – der 1463 eingeführten Abgabe auf Immobilienbesitz – von 1537 wies noch eine Rendite von 781 Dukaten aus, 1566 waren es bereits 1.263 Dukaten.

### Venedig (spätestens ab 1520), Ehe (ab 1525), Staatsfinanzierung, Ämterlaufbahn

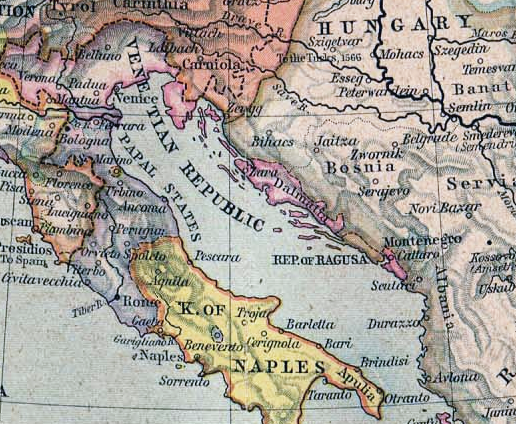
Der Herrschaftsbereich Venedigs im Adriaraum und in Italien um 1560

Am 30. April 1520 hielt sich Girolamo Priuli in Venedig auf. Mit 500 Dukaten erkaufte er sich in einer komplexen Aktion einen Sitz im Senat. Im Januar 1525 heiratete er Elena Diedo di Antonio, die ebenfalls aus einer der neuen Familien stammte. Das Paar hatte einen Sohn namens Lodovico (1526–1571), der aber keine legitimen Nachkommen hatte. Er vermachte 1571 sein Vermögen testamentarisch einer Reihe wohltätiger Einrichtungen.
Im Gegensatz zu seinem jüngeren Bruder Lorenzo beschäftigte er sich nicht mit einer politischen Laufbahn. Er bevorzugte es, sich mittels Anleihen, die er zeichnete, als Patriot zu profilieren. So lieh er dem Staat im Jahr 1528 während der Liga von Cognac erhebliche Summen. Im selben Jahr noch erkaufte er sich am 31. Dezember und wieder am 29. April 1529 den Zugang zum Senat. Da er inzwischen jenseits der 40 war, war dies die einzige Möglichkeit, noch eine politische Karriere zu beginnen. Aber er beharrte darauf, nur Ämter zu übernehmen, die ihn nicht zwangen, Venedig zu verlassen.
So wurde er 1531 Provveditore alle Pompe, womit er die staatlichen Ausgaben zu verringern helfen, vor allem aber, der Verschwendung Einhalt gebieten sollte. Im Oktober 1532 saß er in der Giunta des Senats, doch ist kein Plan für einen Aufstieg zu erkennen. So wurde er 1535 Provveditore alle Biave, war also für die Getreideversorgung zuständig, er wurde am 4. Oktober 1539 zum Ufficiale sopra gli Atti del sopragastaldo gewählt, am 5. Oktober 1540 zum Savio alla Mercanzia – er blieb also im Umfeld des Handels tätig. Hierbei konnte er seine jahrzehntelange Erfahrung auf diesem Sektor einbringen. Das letztere, zweijährige Amt wurde jeweils am 6. Oktober der Jahre 1542, 1548 und 1550 verlängert.

### Im inneren Kreis: Rat der Zehn, Dogenrat, Finanz- und Militärämter
Häufig saß er zugleich im mächtigen Rat der Zehn, nämlich 1543, 1545, 1547, 1549, 1551, 1552 und 1554. Außerdem wurde er am 27. Oktober 1548 einer der 25 Savi (Sapientes), die den Estimo zu prüfen hatten. Auf diesem basierten die Beiträge der vermögenden Familien zur Finanzierung staatlicher Aufgaben. Am 3. Mai 1551 wurde er zum Consigliere ducale, zum Dogenrat gewählt, und zwar für das Sestiere Dorsoduro, nachdem er seine Residenz an den dortigen Campo S. Barnaba verlegt hatte. Am 2. Juli 1552 wurde er zum Savio sopra le Lagune gewählt, womit er beratend vor allem in Fragen der Lagune von Venedig tätig war, doch übernahm er schon sehr bald den Posten des wieder mit den Staatsfinanzen befassten Governatore delle Entrate. Bereits am 3. August 1552 wurde er Provveditore all’Arsenale, war also für den Schiffbau zuständig (vgl. Arsenal), dann für die Bewaffnung, nachdem er am 7. Oktober 1553 Provveditore all’Armamento geworden war (bis September 1554). Am 29. Juli 1556 wählte man ihn zum Conservatore delle Leggi, am 10. Oktober zum Provveditore sopra Beni inculti, womit er für nicht genutzte Güter zuständig war.
Nachdem sein Bruder Lorenzo im Juli 1556 zum Dogen gewählt worden war, wuchs das politische Gewicht der Familie weiter an. So wurde Girolamo am 30. Mai 1557 zum Procuratore di S. Marco de ultra nominiert. Danach war er nochmals Provveditore all’Arsenale, nämlich vom 6. Oktober 1557 bis zum 31. März 1558. Auch wurde er am 4. Februar 1558 erneut zum Conservatore delle Leggi bestimmt.
Am 29. August 1559 starb sein Bruder Lorenzo nach kurzer Amtszeit. Es brauchte 35 Wahlgänge, um zu einer Entscheidung zu gelangen. Girolamo Priuli erreichte das Quorum am 1. September.

### Das Dogenamt

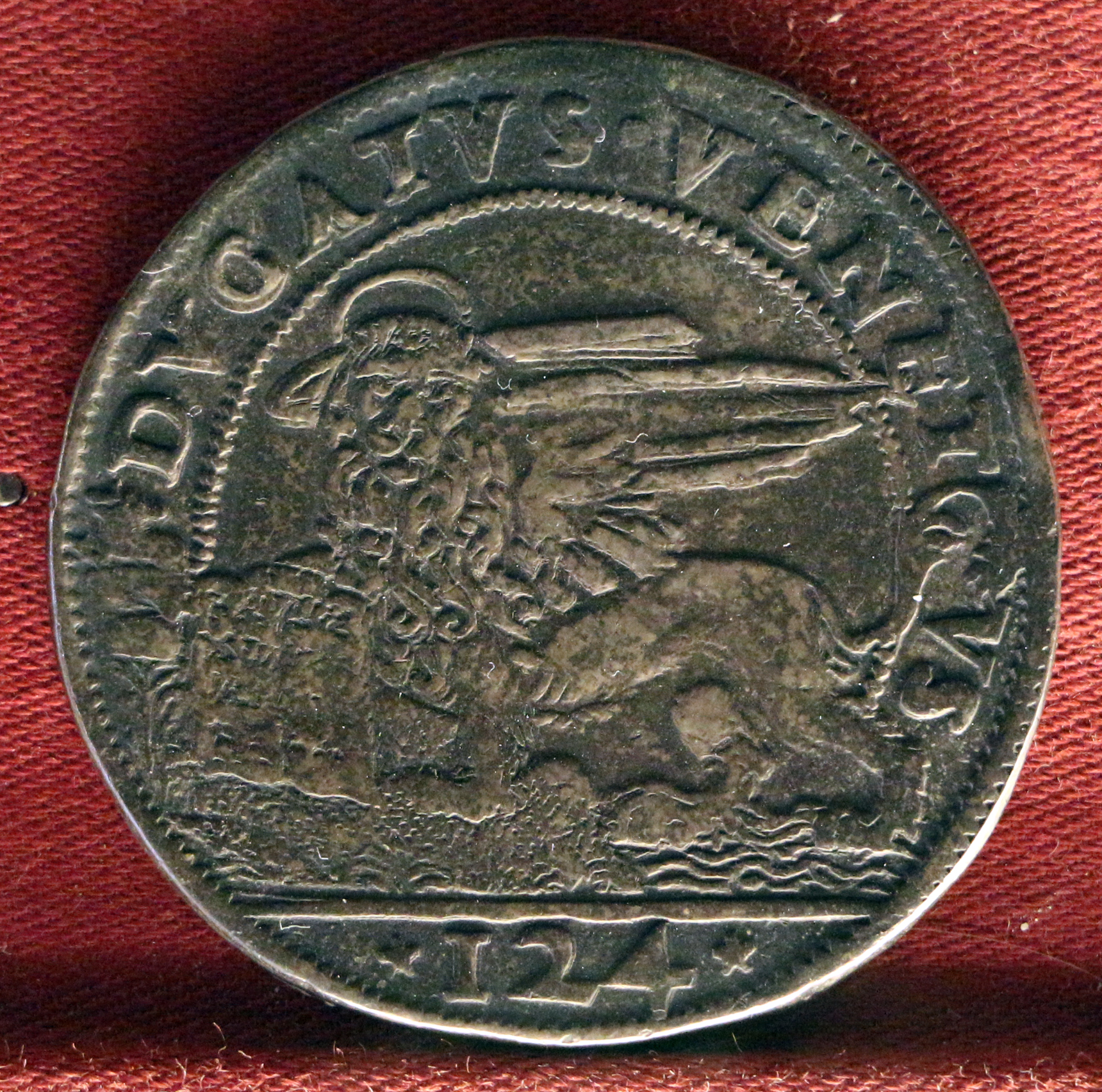
In Priulis Amtszeit wurde neben dem bis dahin umlaufenden Golddukaten 1562 erstmals ein Dukaten aus Silber geprägt (mit einem Wert von 124 Soldi). Die Münze zeigt auf einer Seite den Löwen von San Marco, auf der anderen Seite den knienden Dogen. Der venezianische Golddukat hieß von da an Zecchino d’Oro.

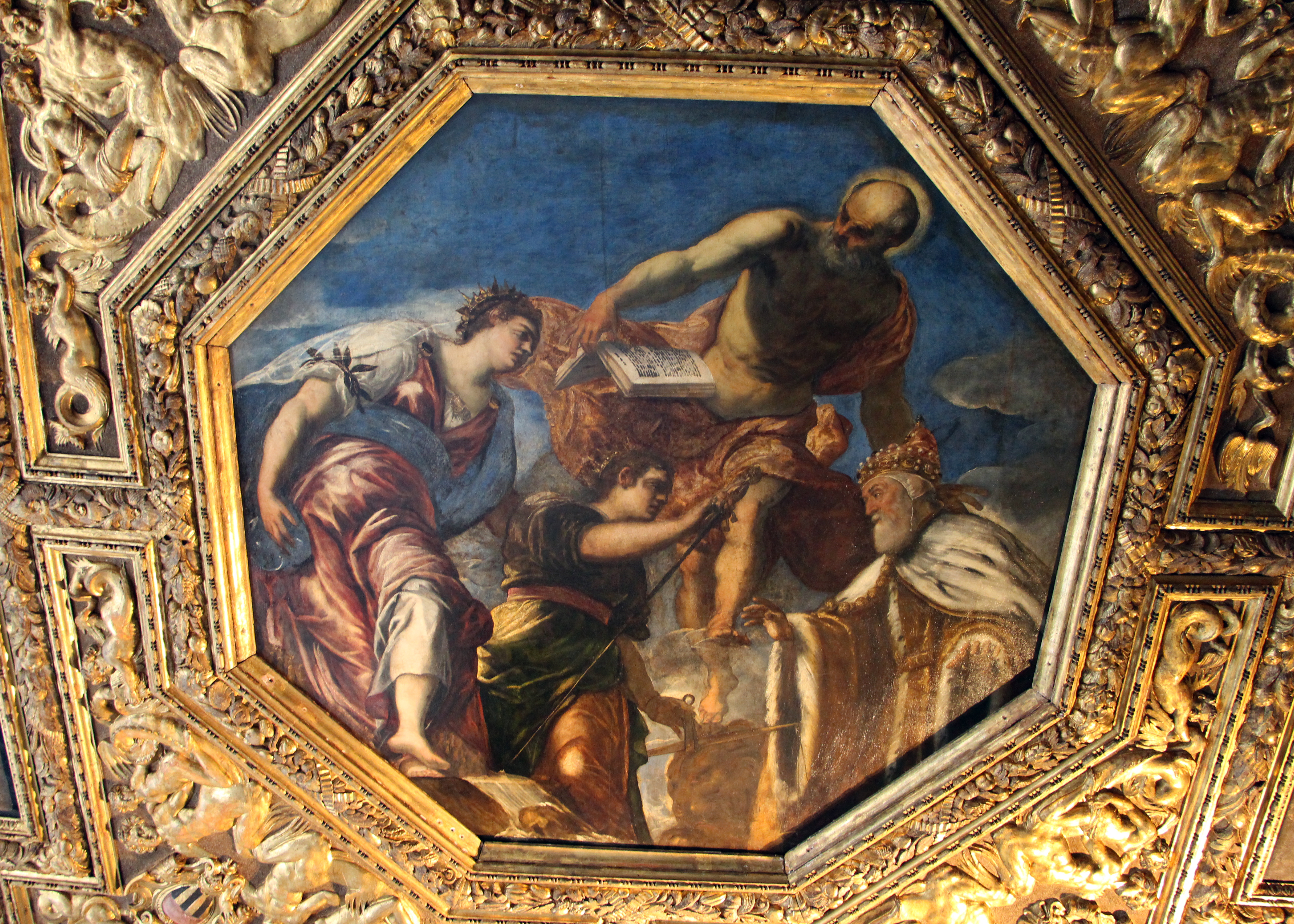
Jacopo Tintoretto: Der Doge Girolamo Priuli erhält von Justitia die Waage und das Schwert, Öl auf Leinwand, Deckengemälde im Atrio quadrato, Dogenpalast

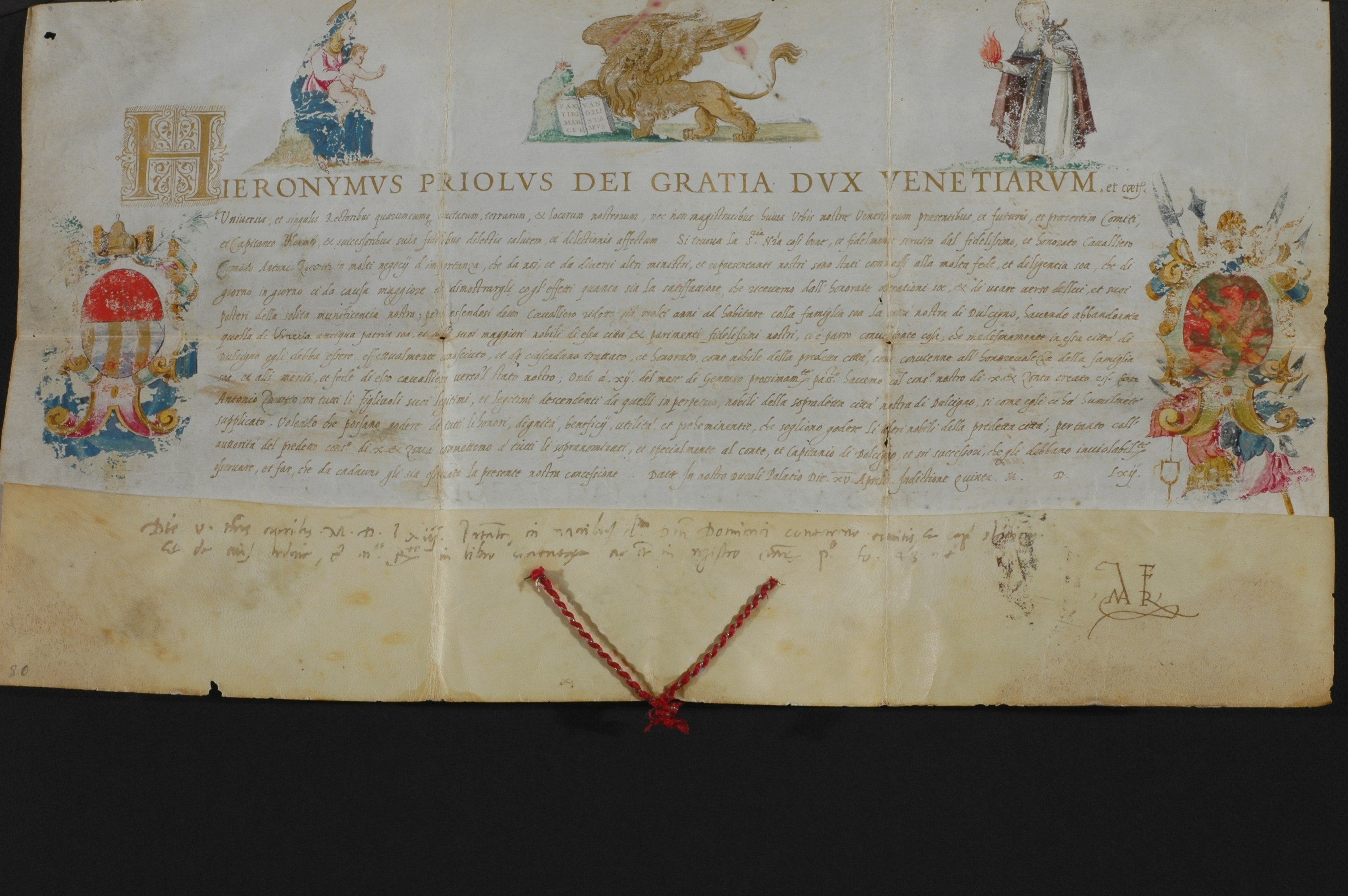
Ducale des Dogen auf Pergament, in dem er Antonio Zanotto, dem Bischof von Forlì (1563) und Erzbischonf von Urbino (1568), die Anerkennung des Titels Graf (conte) einräumt

Die Zeitgenossen konzedierten dem neuen Dogen eine würdevolle Präsenz, mit rötlichem Gesicht und großem Mund sowie hervortretenden Augen, doch der Florentiner Gesandte hielt ihn für „un uomo grosso che non può quasi parlare per haver impedimento ne la lingua“. Er beschrieb ihn also als einen dicken Mann, der wegen eines Zungenfehlers kaum sprechen konnte.
Einigkeit herrschte hinsichtlich seiner Großzügigkeit und seiner Frömmigkeit, die er vor allem gegenüber den Jesuiten an den Tag legte. Auch verteilte er nicht nur nach der Wahl großzügig Münzen unter das Volk, sondern auch, als 1560 eine Teuerung herrschte, unterstützte er die 70 Gemeinden und andere Hilfsorganisationen. Wahrscheinlich geschah dies auf Vorschlag des Jesuiten Benedetto Palmio. Der Doge wünschte zudem, dass ein anderer Jesuit, Alfonso Salmerón, auf dem Rückweg vom Trienter Konzil in Venedig predigen sollte.
Noch 1545 hatte sich Pier Paolo Vergerio, der Bischof von Capodistria, an den Dogen Francesco Donà gewandt, er möge die Führung der protestantischen Bewegung übernehmen. Die Savi sopra l'Eresia, die jede Form der Häresie bekämpfen sollten, erwiesen noch 1550 in der Verteidigung des Patriarchen von Aquileia Giovanni Grimani, der seit 1546 der Häresie angeklagt war, erhebliche Eigenständigkeit gegenüber Spanien und dem Papst – Grimani wurde 1563 auf dem Trienter Konzil freigesprochen. Während Rom öffentliche Hinrichtungen forderte, tat man dies in der Lagune üblicherweise im Geheimen – wie etwa im Fall des Mailänder Humanisten Publio Francesco Spinola, der gegen den Willen des päpstlichen Vertreters am 31. Januar 1567 unter Ausschluss der Öffentlichkeit hingerichtet wurde. Viele Täufer wurden ebenfalls auf diese Art hingerichtet, wie etwa Giulio Gherlandi (* um 1520) am 15. Oktober 1562, Antonio Rizzetto am 17. Februar 1565 oder Francesco della Sega am 26. Februar desselben Jahres. Aber Venedig war bald zu schwach, um auf dem Gebiet der Gegenreformation eine eigene Rolle neben Spanien und dem Papsttum übernehmen zu können.
Am 8. Oktober 1562 erließ der Senat ein neues Anti-Luxusgesetz. Seit dieser Zeit sind alle Gondeln schwarz, nur die goldenen Seepferdchen auf beiden Seiten der Gondel und die silbernen Metallzähne am Bug blieben erlaubt. 1565 holte man 3.000 Männer in die Stadt, um die Kanäle von den Schlammbänken zu befreien, die entstanden waren, und die den Bootsverkehr behinderten.
Beerdigt wurde Priuli in San Domenico di Castello neben seinem Bruder und Amtsvorgänger Lorenzo. Schon 1536 hatte Girolamo für die Restaurierung der Kirche und des angeschlossenen Konvents gesorgt, die unweit des Arsenals lagen. Sie musste unter Napoleon den nach ihm benannten Giardini Napoleonici, den Napoleonischen Gärten weichen, die 1806 bis 1812 auf Befehl des Franzosen eingerichtet wurden.

## Grabmal

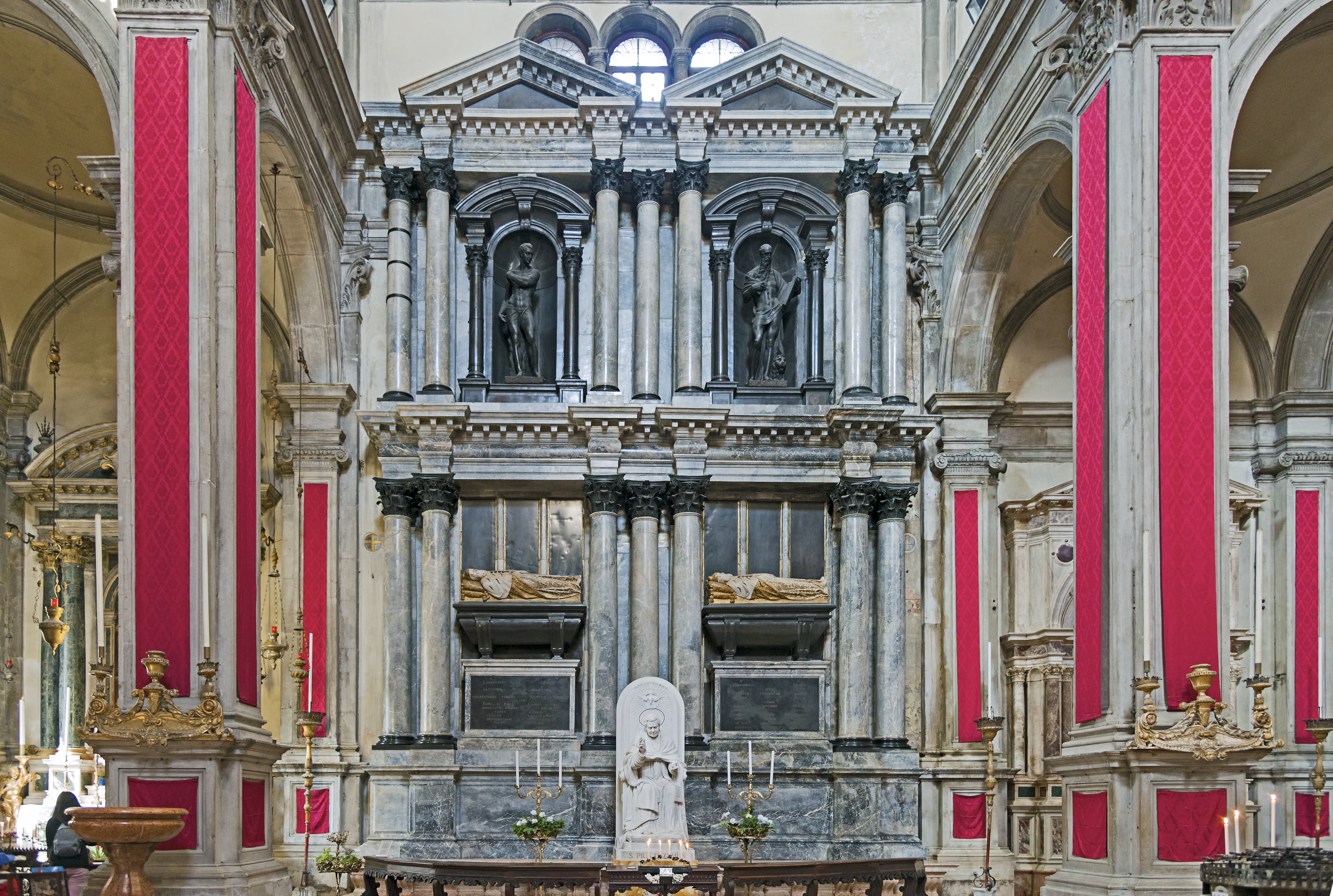
Das Grabmal der Brüder und Dogen in der Kirche San Salvador

Sein Grabmal befindet sich in der Kirche San Salvador, weil sein Sohn Lodovico Vater und Onkel umbetten ließ. Es ist ein Doppelgrabmal für Girolamo und für seinen Bruder Lorenzo. Das zweigeschossige Grabmal, erbaut zwischen 1578 und 1582, wurde von Cesare Franco entworfen. Die Statuen der Namenspatrone der Dogen, der Heiligen Laurentius und Hieronymus, stammen von Giulio Angolo del Moro.